# E-pismenost
E-pismenost opisuje vrstu "pismenosti" ili spretnost i znanje nužno za iskorištavanje punog potencijala novih komunikativnih elektronskih medija, kao što su multimedija, hipermedija, socijalni programi, te virtualni svjetovi. Teoretičar Gregory Ulmer govori kako je e-pismenost "za digitalne medije što je pismenosti za ispis.". Ona obuhvaća šire kulturne, institucionalne, pedagoške i ideološke implikacije potrebne u tranziciji iz kulture pisane pismenosti u kulturu zasićenu s elektroničkim medijima. "E-pismenost" je termin koji Ulmer daje kao ono što je dovelo do ove velike tranzicije koju naše društvo prolazi. Izraz je riječ, kombinirajući "električna" s "pismenosti", pozivajući se na jedan od temeljnih pojmova koji koristi francuski filozof Jacques Derrida za naziv relacijskog pomicanja koje omogućava brisanje granica u bilo kojem mediju (što govori da djeluje u usmenosti i pismenosti onoliko koliko i e-pismenosti). Upotrijeba paralela za "pismenosti": osoba može biti pismena ili nepismena, e-pismena ili e-nepismena.
Ulmer o e-pismenosti piše:
“E-pismenost jest proteza koja povećava i profilira prirodni ljudski potencijal. Abecedno pisanje jest umjetna memorija koja podržava duge složene lance razmišljanja nemoguće za održavati u organskom umu. Digitalno slikarstvo također slično podržava opsežnu kompleksnost atmosfera raspoloženja, iznad organskih sposobnosti. E-logika predlaže dizajn tih atmosfera u afektivne grupe inteligencije. Pismenost i e-pismenost u suradnji proizvode civilizacijski integracije lijeve i desne strane mozga. Ako je pismenost usmjerena na opće važeće metodologije znanja (znanost), e-pismenost se usredotočuje na pojedinačna stanja uma unutar kojih se odvija znanje (umjetnost).”
Ulmer je pojam e-pismenosti uveo u djelu “Teletheory”(1989. god.) te se počeo upotrebljavati od strane struke već 1997. godine. 
Uz Ulmera tematikom e-pismenosti bave se i mnogi drugi teoretičari i znanstvenici, među kojima i Philip C. Candy, koji za e-pismenost kaže kako svaka definicija o e-pismenosti u sebi mora sadržavati sljedeće elemente:
- sposobnost učinkovitog traženja informacija,
- upućenost pri odabiru i vrednovanju informacija,
- lakoća i lagodnost korištenja širokog raspona medija,
- svijest o problemu pouzdanosti i vjerodostojnosti informacija,
- učinkovitost prenošenja informacija drugima.

## E-pismenost i pedagogija
Osnovna informatička znanja koja treba posjedovati “pismena” osoba stalno se nadopunjuju jer moraju pratiti brz razvoj informacijske i komunikacijske tehnologije. Do prije nekih desetak godina ta su znanja uključivala poznavanje računalne konfiguracije i osnova korištenja operativnog sustava, primjenu programa za obradu teksta, tabličnog proračuna ili prezentacije pomoću računala. Danas, ta ista znanja nadopunjuje potreba za poznavanjem interneta i njegovih servisa, a naročito komuniciranje elektroničkom poštom i korištenje World Wide Web-a. Uz dohvaćanje WWW stranica dosta je važno i pretraživanje preko tražilica i tematskih kataloga, ali se čak i objavljivanje sadržaja kreiranjem HTML prezentacija već smatra osnovnim informatičkim znanjem.